# Reino Māori

Bandeira do reino Māori.

Império Māori ou Reino Māori é uma monarquia sub-nacional inserida em Aotearoa ou na Nova Zelândia onde representa a soberania das tribos māori sobre suas reservas.
Está localizado na Ilha do Norte na Nova Zelândia.
Os māoris reivindicaram soberania em reação a destruição da identidade neozelandesa primitiva, foi criado em 1858 e sua capital é Ngaruawahia, houve sete reis no reino até à data de hoje que foram.
1. O Rei Pōtatau Wherowhero (maio de 1858 - junho de 1860),
2. O Rei Tawhiao (junho de 1860 - agosto de 1894),
3. O Rei Mahuta Tawhiao (setembro de 1894 - novembro de 1912),
4. O Rei Te Rata (novembro de 1912 - outubro de 1933),
5. O Rei Koroki (outubro de 1933 - maio de 1966),
6. A Rainha Te Atairangikaahu (maio de 1966 - agosto de 2006),
7. O Rei Tuheitia Paki (agosto de 2006 - agosto de 2024).

O reinado de Tawhiao (1860-1894) foi marcado, principalmente, pela Guerra de Waikato (1863-1864), que opôs o seu reino à Pakeha. O Kīngitanga tinha estabelecido uma margem e proibiu as forças armadas coloniais de a atravessar. Para os Britânicos, isso era intolerável, e fazia parte de uma rebelião. As tropas Britânicas foram enviadas para as terras reais em Julho de 1863, e os Kingites ("monarquistas") consideraram que a guerra tinha sido declarada.
As forças monarquistas resistiram até Novembro em Meremere, depois recuaram até Rangiriri, que perderam no mesmo mês. Ngaruawahia, a capital do reino, foi capturada pelos Britânicos a 9 de Dezembro.
O Governador George Grey ofereceu a paz em troca da entrega de todas as terras e todas as armas dos Kīngitanga, condições que foram rejeitadas pelos monarquistas, que se retiraram para Rangiaowhia, coração agrícola do reino. O conflito se agravou quando os Britânicos atacaram e queimaram Te Awamutu, vila onde se encontravam refugiadas mulheres e crianças Māori, a 1 de Fevereiro de 1864.
Em Março, forças Māori lideradas por Rewi Maniapoto, repeliram em cinco assaltos o Britânico Orakau, e tentaram então, dispersos, uma saída sem derramamento de sangue. Muitos Māori - incluindo mulheres e homens feridos - foram perseguidos e mortos pelos Britânicos.
A Batalha de Orakau foi decisiva. Os Britânicos sofreram uma pesada derrota em Tauranga em Abril, mas ganharam uma batalha final em Te Ranga, em Junho, que marcou o fim da Guerra de Waikato. Parte das forças monarquistas se rendeu, mas a maioria recuou fora do Waikato, abandonando uma grande parte de seu território. O Movimento Kīngitanga não se desintegrou. As terras ocupadas pelos Britânicos foram, em grande medida, confiscadas e vendidas para Pakeha.
O Rei Tawhiao disse que não iria buscar a guerra, mas ele se recusou a qualquer acordo de paz formal sem que as terras confiscadas não fossem devolvidas. Sobre o que restava de seu território, ele continuou a proibir a venda de terras para o Pakeha. No final de 1860, ele reprovou movimentos rebeldes Māori fora do seu reino, e se recusou a juntar a eles. Porém, hoje, os Māori tem direitos exclusivos ao Parlamento, prova do reconhecimento neozelandês sobre a identidade desse povo.